# Kim Đồng, Tràng Định
Kim Đồng là một xã thuộc huyện Tràng Định, tỉnh Lạng Sơn, Việt Nam.

## Địa lý
Xã Kim Đồng nằm ở phía tây huyện Tràng Định, có vị trí địa lý:
- Phía đông giáp xã Chi Lăng và xã Đề Thám
- Phía tây giáp xã Tân Tiến
- Phía nam giáp huyện Bình Gia
- Phía bắc giáp xã Chí Minh.

Xã Kim Đồng có diện tích 71,37 km², dân số năm 2018 là 2.782 người, mật độ dân số đạt 39 người/km².

## Lịch sử
Ngày 21 tháng 11 năm 2019, Ủy ban Thường vụ Quốc hội ban hành Nghị quyết số 818/NQ-UBTVQH14 về việc sắp xếp các đơn vị hành chính cấp xã thuộc tỉnh Lạng Sơn (nghị quyết có hiệu lực từ ngày 1 tháng 1 năm 2020). Theo đó, sáp nhập 11,46 km² diện tích tự nhiên và 702 người thuộc 6 thôn: Hang Dường, Kéo Sách, Pò Đoỏng, Khau Luông, Khuổi Chiếp, Khuổi Âu của xã Bắc Ái vừa giải thể vào xã Kim Đồng.
Sau khi sáp nhập, xã Kim Đồng có diện tích 71,37 km², dân số là 2.782 người.